# Athiwat Poolsawat
Athiwat Poolsawat (thailändisch อธิวัฒน์ พูลสวัสดิ์, * 8. Juli 1997) ist ein thailändischer Fußballspieler.

## Karriere
Athiwat Poolsawat, spielte, bevor er 2020 zum Ayutthaya United FC wechselte, bei dem Banbueng Phuket City FC und  Saraburi United FC. Der Verein aus Ayutthaya spielte in der zweiten thailändischen Liga, der Thai League 2. Sein Zweitligadebüt für Ayutthaya gab er am  27. Februar 2021 im Auswärtsspiel beim Samut Sakhon FC. Hier wurde er in der 74. Minute für Mongkol Namnuad eingewechselt. Das war auch sein einigstes Zweitligaspiel. Wo er die Saison 2021/22 spielte, ist unbekannt. 2022 lief er für den Amateurligisten Huasamrong Gateway FC auf. Mit dem Verein spielte er einmal im Pokal, als man in der ersten Runde 6:0 gegen den Drittligisten Jalor City FC verlor. Die Saison 2024 spielte er mit dem Verein in der vierten Liga, der Thailand Semi-Pro League. Hier bestritt er acht Ligaspiele. Im Sommer 2024 wechselte er zum Drittligaaufsteiger Padriew City FC. Mit dem Verein aus der Chachoengsao spielte er zehnmal in der Eastern Region der Liga. Nach der Hinrunde wechselte er zu seinem ehemaligen Verein Huasamrong Gateway FC.